# Bosco dell'Alevé

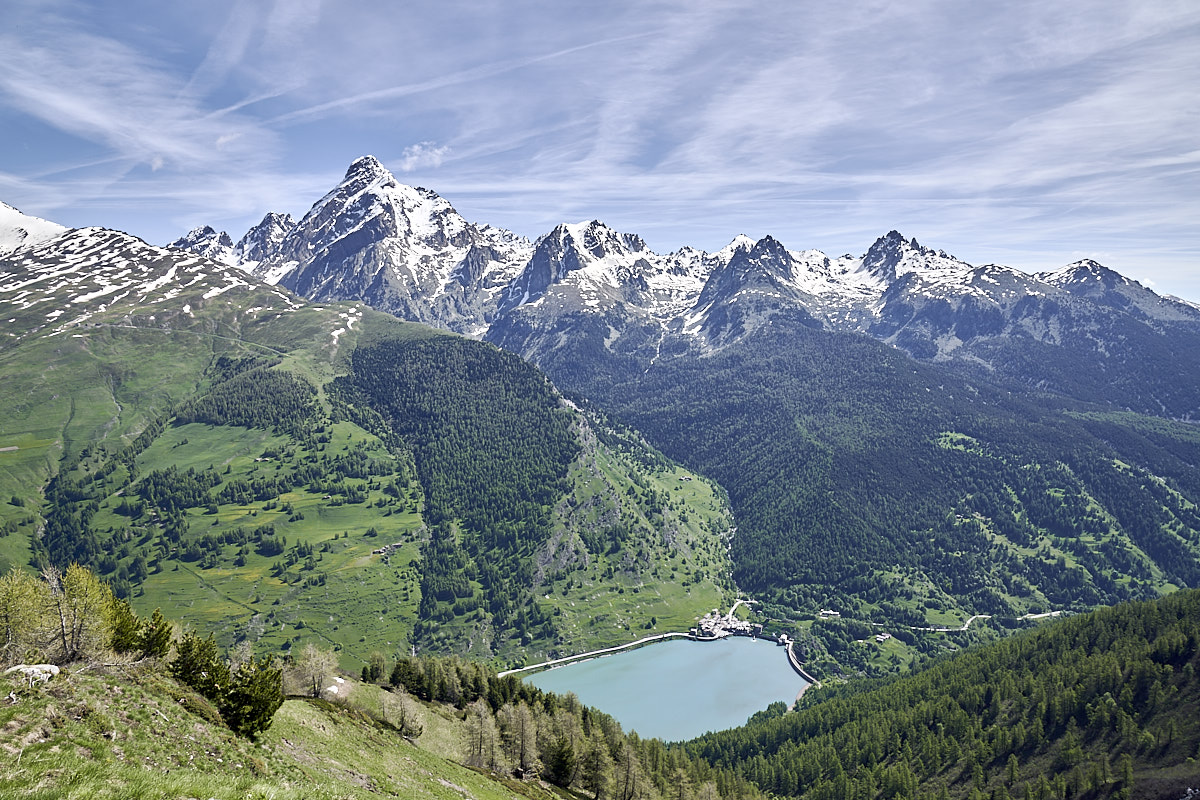
Una vista dell'Alevé da sopra il lago di Pontechianale. A sinistra, il Monviso.

Il Bosco dell'Alevé (o dell'Alvé) si trova in Piemonte, nell'alta Valle Varaita e, con i suoi 825 ettari distribuiti tra i 1.500 e i 2.500 metri sul livello del mare, è la più grande estensione di Pino Cembro (Pinus Cembra) d'Italia e una delle più grandi d'Europa. Il territorio è compreso nella provincia di Cuneo e si estende nei comuni di Sampeyre, Casteldelfino e Pontechianale, sulle pendici del Monviso.

## Etimologia
Il toponimo è di origine occitana e significa letteralmente bosco di pini cembri (dall'occitano èlvou = "pino cembro").

## Storia
L'Alevé è un bosco antichissimo, le cui origini si fanno risalire fino alle grandi glaciazioni del quaternario, pertanto è il più antico del cuneese e uno dei più antichi d'Europa. Già noto ai Romani, venne ricordato nell'Eneide di Virgilio, quando accenna al Vesulus pinifer, ossia la montagna visibile da ogni luogo e ricoperta da una foresta di conifere. Altre tracce si trovano anche nelle opere dello storico latino Strabone e nella Naturalis historia di Plinio il Vecchio.
L'integrità del bosco e il suo mantenimento durante i secoli sono stati garantiti grazie alla sua estensione in molte zone inaccessibili come versanti scoscesi e rocciosi, che lo hanno salvaguardato dal disboscamento sin dalle origini. In antichi documenti del XV secolo, risalenti al periodo del Delfinato, il bosco è citato come bois de la Levée e si hanno notizie della sua tutela già a partire dal XIV secolo.
Tuttavia, un vero disastro ecologico ebbe luogo durante le campagne militari della metà del XVIII secolo, con l'abbattimento indiscriminato di numerosi esemplari centenari, destinati alla fabbricazione di un approssimativo sistema di fortificazioni che si snodava per circa 15 km dalle pendici del Monviso fino alle falde del Monte Pelvo, attraversando trasversalmente l'alta valle. Questa costruzione a scopo difensivo rimase pressoché inutilizzata divenendo prevalentemente legname da costruzione o da ardere all'aperto, per via dell'alto contenuto di resina.
Con tutta probabilità il pino cembro era diffuso anche a quote più basse ma per via dell'utilizzo del territorio per le attività umane di pastorizia e agricoltura, è stato sostituito dal più versatile larice.
Dal 1949 il territorio boschivo dell'Alevé è stato posto sotto tutela ed iscritto al Registro dei boschi da seme e, dal 2000, è stato dichiarato Sito di Interesse Comunitario dell'Unione europea.

## Caratteristiche
Di notevoli dimensioni, il bosco si estende per circa 825 ettari, di cui 696 "in purezza", distribuiti tra i 1.500 e i 2.500 metri d'altezza tra i comuni di Sampeyre, Casteldelfino, Pontechianale, spingendosi fino alla vicina Francia, confinando con il Parc du Queyras.
Al suo interno possiamo trovare esemplari ultracentenari di pino cembro. I due più longevi sono di circa 400 e 600 anni, quest'ultimo posto sulla costa del Monte Cervet; mentre sul versante nord della Cima delle Lobbie esiste un esemplare a quota 2.950, il più alto di tutto il suo areale.
Oltre alle conifere crescono molte altre specie vegetali tipiche della medio-alta montagna e specie animali che in questo bosco trovano il loro habitat naturale.
Incluso nel Registro dei boschi da seme dal 1949, le sementi vengono periodicamente raccolte dalla Guardia Forestale, fatte germogliare in appositi vivai e i piccoli alberi successivamente messi a dimora per dar vita a nuove cembrete sulle montagne italiane.
Nell'area sono presenti anche alcuni piccoli bacini di origine glaciale: il Lago Secco (1.890 m) e il Lago Bagnour (2.017 m), alimentati dai nevai d'alta quota che danno origine a ruscelli che attraversano la pineta.